# Амберьё-ан-Бюже
Амберьё-ан-Бюже́ (фр. Ambérieu-en-Bugey) — коммуна во Франции, находится в регионе Рона-Альпы. Департамент коммуны — Эн. Входит в состав кантона Амберьё-ан-Бюже. Округ коммуны — Белле.
Код коммуны — 01004.

## Население
Население коммуны на 2010 год составляло 13 835 человек.
| 1962 | 1968 | 1975 | 1982 | 1990   | 1999   | 2010   |
| ---- | ---- | ---- | ---- | ------ | ------ | ------ |
| 7748 | 8949 | 9550 | 9737 | 10 455 | 11 432 | 13 835 |

## История
В Амберьё-ан-Бюже появилась масонская ложа «Fraternité bugeysienne» (Бюженское братство) под юрисдикцией Великого востока Франции[значимость факта?].